# Tabebuia simplicifolia
Tabebuia simplicifolia là một loài thực vật có hoa trong họ Chùm ớt. Loài này được Carabia ex Alain miêu tả khoa học đầu tiên năm 1956.